# Kazutaka Unno

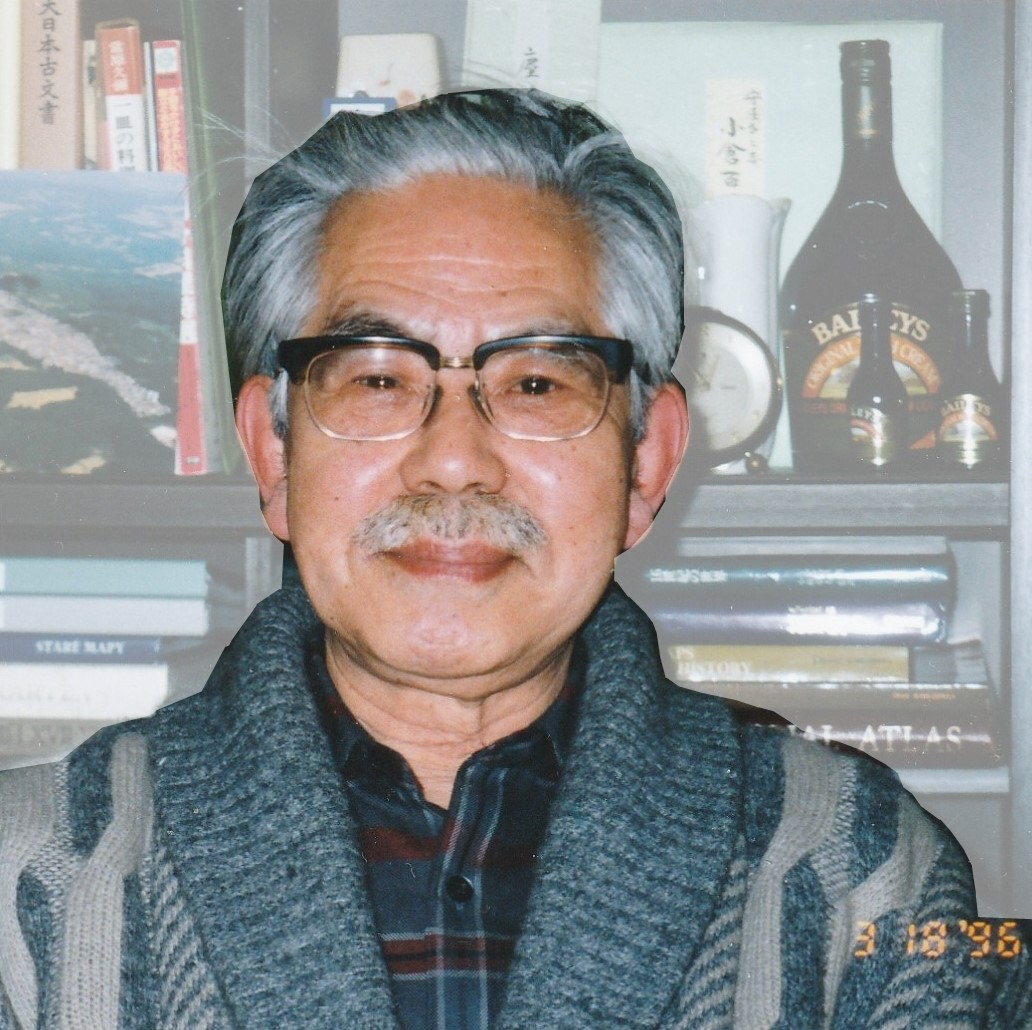
Unno Kazutaka, 1996

Kazutaka Unno (japanisch 海野 一隆 Unno Kazutaka; geboren 1921 in der Präfektur Fukuoka; gestorben 4. Mai 2006) war ein japanischer Erforscher der alten Landkarten mit Schwerpunkt Ostasien. Darüber hinaus erforschte er auch ganz allgemein die historischen Beziehungen der Kartenkunde zwischen Ost und West.

## Leben und Werk

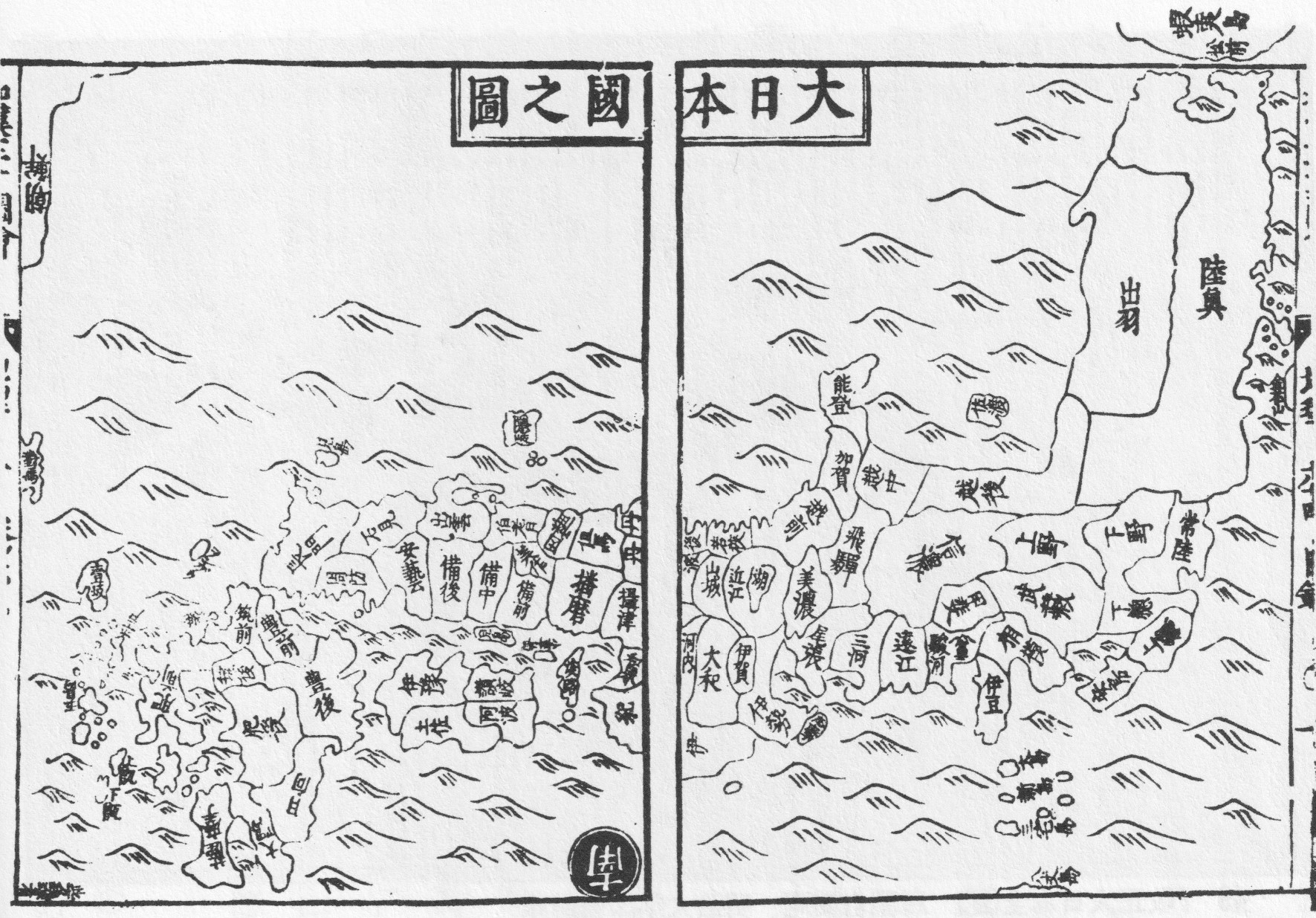
Japankarte, 1710 (aus „Chizu no Shiwa“)

Unno studierte an der Universität Kyōto am Seminar für Geschichte, wo Komaki Saneshige (小牧 実繁; 1898–1990) sein Interesse auf die Geschichte der Geographie lenkte, das Fach, in dem er dann auch seinen Abschluss machte. 1948 wechselte er an die Universität Osaka, an der er dann Professor wurde. Er wirkte dann auch dort auch bis zu seiner Verabschiedung als „Meijo Kyōju“.
Unnos Arbeiten lassen sich in vier Bereiche gliedern: Der erste Bereich umfasst seine Arbeiten, die er zusammen mit seinem Lehrer Muroga Nobuo (室賀信夫; 1907–1982) zu buddhistischen Karten in Japan durchführte, für die sie 1963 den renommierten Imago-Mundi-Preis des International Council of the History of Cartography erhielten. Dabei ging es um die Klärung, wieweit die buddhistische Kosmologie die Karten beeinflusste. Ein weiterer Aspekt war der Einfluss der Informationen aus Europa, die ab Ende des 16. Jahrhunderts mit der Missionierung nach Japan kamen.
Der zweite Bereich betrifft die die Forschung über die Entwicklung der Kartografie in China und Korea. Er befasste sich dabei nicht nur mit dem islamischen Einfluss auf die chinesischen Karten, sondern auch mit der Auseinandersetzung der national-orientierten Karten mit den traditionellen Karten der koreanischen Yi-Dynastie. Auch hier erforschte er den Einfluss des Westens ab dem 17. Jahrhundert.
Die Stellung der chinesischen Guang-xing-tu (廣興圖)-Karten in der Kulturgeschichte der Karten ist das dritte Gebiet, mit dem sich Unno befasste. Dieser Atlas wurde ursprünglich in der Mitte des 16. Jahrhunderts publiziert, wurde aber nach Untersuchungen von Unno wurde mehrfach revidiert. Er bildete in Europa die Grundlage für die dortigen China-Karten. Bei der Bearbeitung des Themas kam Unno kam u. a. zu dem Schluss, dass die Kennzeichnung von Wüsten mit eingestreuten Punkten in westlichen Atlanten von dort übernommen wurde. Das Buch dazu erschien posthum unter dem Titel „The Place of Kuang-yü-tu in the Cultural History of Maps.“
Das dritte, abschließende Gebiet seines Interesses publizierte Unno in dem umfangreiche, zweibändigen Werk „Monographs on the History of Cartographical Exchange between the East and the West“.
Zu den früher publizierten Werken gehören „Gespräche über Karten“, „Kulturgeschichte der Karten – Die Welt und Japan“ und „Japan, gesehen auf Landkarten“.